# Pompejus von Planta
Pompejus von Planta, född 1570, död 1621, var en schweizisk krigare och politiker av ätten von Planta. Han verkade för att Graubünden skulle ansluta sig till Spanien och Österrike i dess strider mot Frankrike och Venedig.
Under växlande lycka pågick inbördesstriderna i Graubünden från 1617 med ständigt växande förbittring. Sedan von Planta som ledare för sitt parti vunnit avgörande framgångar och ett massmord på protestanter i Veltlin 1620 ytterligare uppretat motståndarna, blev von Planta mördad på sitt slott Rietberg av nitton sammansvurna under ledning av Georg Jenatsch.